# Nhơn Trạch
Nhơn Trạch is een district in de Vietnamese provincie Đồng Nai. Het ligt in het zuidoosten van Vietnam. Het zuidoosten van Vietnam wordt ook wel Đông Nam Bộ genoemd.
Het district heeft een oppervlakte van 410,84 km² en telt 121.372 inwoners (2005).

## Administratieve eenheden
Nhơn Trạch bestaat uit twaalf xã's.
- Xã Đại Phước
- Xã Hiệp Phước
- Xã Long Tân
- Xã Long Thọ
- Xã Phú Đông
- Xã Phú Hội
- Xã Phú Hữu
- Xã Phú Thạnh
- Xã Phước An
- Xã Phước Khánh
- Xã Phước Thiền
- Xã Vĩnh Thanh